# Nitra (distrito)
O Distrito de Nitra (eslovaco: Okres Nitra) é uma unidade administrativa da Eslováquia Ocidental, situado na Nitra (região), com 30.841 habitantes (em 2001) e uma superficie de 584 km². Sua capital é a cidade de Nitra, que também é a capital de a região.

## Demografia
| Ano:        | 1994    | 2004    | 2014    | 2024    |
| ----------- | ------- | ------- | ------- | ------- |
| Broj ljudi: | 162 491 | 163 764 | 160 241 | 164 577 |
| Razlika:    |         | +0,78%  | -2,15%  | +2,70%  |

| Ano:               | 2023    | 2024    |
| ------------------ | ------- | ------- |
| Número de pessoas: | 164 820 | 164 577 |
| Diferença:         |         | -0,14%  |

## Cidades
- Nitra
- Vráble

## Municipios
- Alekšince
- Báb
- Babindol
- Bádice
- Branč
- Cabaj-Čápor
- Čab
- Čakajovce
- Čechynce
- Čeľadice
- Čifáre
- Dolné Lefantovce
- Dolné Obdokovce
- Golianovo
- Horné Lefantovce
- Hosťová
- Hruboňovo
- Ivanka pri Nitre
- Jarok
- Jelenec
- Jelšovce
- Kapince
- Klasov
- Kolíňany
- Lehota
- Lúčnica nad Žitavou
- Lukáčovce
- Lužianky
- Ľudovítová
- Malé Chyndice
- Malé Zálužie
- Malý Cetín
- Malý Lapáš
- Melek
- Mojmírovce
- Nitrianske Hrnčiarovce
- Nová Ves nad Žitavou
- Nové Sady
- Paňa
- Podhorany
- Pohranice
- Poľný Kesov
- Rišňovce
- Rumanová
- Svätoplukovo
- Štefanovičová
- Štitáre
- Šurianky
- Tajná
- Telince
- Veľká Dolina
- Veľké Chyndice
- Veľké Zálužie
- Veľký Cetín
- Veľký Lapáš
- Vinodol
- Výčapy-Opatovce
- Zbehy
- Žirany
- Žitavce